# Diocèse de Mandeville
Le diocèse de Mandeville ((la) : Dioecesis Mandevillensis) est une juridiction de l'Église catholique romaine en Jamaïque dont le siège est à Mandeville. Il est suffragant de l'archidiocèse de Kingston en Jamaïque et membre de la Conférence épiscopale des Antilles. 

## Historique
Le diocèse est érigé en vicariat apostolique le 15 avril 1991, puis est érigé comme diocèse le 21 novembre 1997.

### Évêques de Mandeville
- Paul Michael Boyle, C.P. (1991 - 2004)
- Gordon Dunlap Bennett, S.J. (2004 - 2006)
- Neil Tiedemann, C.P. (2008 - 2016), nommé évêque auxiliaire de Brooklyn (USA)
  - Charles Henry Dufour (en) (2016 - 2020), archevêque émérite de Kingston en Jamaïque, administrateur apostolique
- John Derek Persaud (2020 - )